# 釜石市立釜石東中学校
釜石市立釜石東中学校（かまいししりつ かまいしひがしちゅうがっこう）は、岩手県釜石市鵜住居町にある市立の中学校である。通称「東中」。

## 沿革
- 1974年（昭和49年）
  - 4月1日 - 鵜住居中学校・箱崎中学校・栗林中学校の3校統合により開校。
  - 4月4日 - 開校式挙行。
  - 4月6日 - 第1回入学式挙行。
  - 10月10日 - 第1回運動会開催。
- 1975年（昭和50年）
  - 3月18日 - 第1回卒業証書授与式挙行。
  - 10月18日 - 校舎落成記念式典挙行。
- 1977年（昭和52年）11月5日 - この日と6日の2日間にわたり、第1回文化祭開催。
- 1983年（昭和58年）11月6日 - 創立10周年記念式典挙行し、記念祝賀会開催。
- 1989年（平成元年）3月 - 校歌碑建立（第15回卒業生寄贈）。
- 1991年（平成3年）8月3日 - 第1回「42kmを歩く会」実施。
- 1993年（平成5年）12月20日 - 頭髪自由化宣言!｢東中Revolutionの日｣。
- 2008年（平成20年）4月1日 - 文部科学省「防災教育」協力校（平成20年度・平成21年度）。
- 2009年（平成21年）
  - 4月1日 - 橋野中学校を統合。
  - 9月25日 - 第1回防災ボランティースト。
- 2010年（平成22年）1月10日 - ぼうさい甲子園で優秀賞受賞。
- 2011年（平成23年）
  - 3月11日 - 東北地方太平洋沖地震（東日本大震災）の津波により校舎が全壊。
  - 3月30日 - 甲子中学校避難所にて第37回卒業証書授与式挙行。
  - 4月25日 - 釜石中学校を間借りして授業を再開。同日、入学式と始業式を挙行。
- 2012年（平成24年）
  - 1月8日 - ぼうさい甲子園で大賞受賞。
  - 2月11日 - 防災チャレンジプランで復興教育特別大賞受賞。
  - 3月15日 - 釜石中学校にて第38回卒業証書授与式挙行。
  - 3月25日 - 紀州造林跡地の仮設校舎に移転。
- 2017年（平成29年）
  - 2月15日 - 新校舎完成[2]。
  - 4月1日 - 新校舎に移転。
  - 4月22日 - 新校舎完成記念式典挙行。
  - 8月14日 - 大相撲横綱の日馬富士と稀勢の里が東日本大震災からの復興を願い、小学校との共用体育館で土俵入りを披露。稀勢の里の露払いは岩手県出身の幕内錦木が務めた[3]。
- 2018年（平成30年）
  - 4月24日 - 夢の課外授業「RisingSunProject」開講。
  - 8月19日 - 釜石鵜住居復興スタジアムオープニングイベントに出演。
  - 10月21日 - 「RisingSunProject」の一環として、『EXILE 東京ドーム公演』に出演。
- 2019年（令和元年）9月6日 - ラグビーワールドカップ2019日本代表壮行試合（熊谷スタジアム）『日本代表vs.南アフリカ代表』開会セレモニー出演（「RisingSunProject」参加）。
- 2020年（令和2年）
  - 7月6日 - 小中合同避難訓練（下校時の地震津波避難訓練）実施。
  - 9月4日 - 小中合同避難訓練（地震津波対応訓練）実施。総合防災訓練（1学年：炊き出し訓練、3学年：避難所運営訓練 (HUG)）実施。
  - 12月11日 - スマイルとうほくプロジェクトの一環として、三陸鉄道Nゲージ模型売上金65万8530円を寄贈。
- 2021年（令和3年）3月10日 - 防災学習として、2学年生徒が大階段津波到達想定高さペイント作業を実施。
- 2024年(令和6年)10月26日-開校50周年記念式典挙行。

## 通学区域
- 鵜住居町・片岸町・両石町・箱崎町第1地割～第13地割・栗林町・橋野町[4]

## 東日本大震災の影響
2011年3月11日に発生した東日本大震災の津波によって、4階建ての校舎が水没する被害を受けた。欠席していた生徒1人が死亡し、保護者を失った生徒が数多く発生したものの、学校にいた生徒は地震発生直後に約1.5 km離れた峠まで走って逃げ、隣の釜石市立鵜住居小学校の児童ともども全員無事で、「釜石の出来事（奇跡）」と呼ばれた。これは古くから津波に苦しめられてきた三陸海岸沿岸地域の言い伝えである「津波てんでんこ」に基づいた防災教育が奏功したものである。当校では、平均して週1時間を防災教育に充て、年3回避難訓練を行っており、2009年、2010年には兵庫県・毎日新聞社・公益財団法人ひょうご震災記念21世紀研究機構主催の「ぼうさい甲子園」の優秀賞を受賞していた。
震災後、釜石中学校で教室を間借りして1年間授業を行った後、約3 km内陸にあり仮設住宅にも近い紀州造林（北越紀州製紙子会社）のパレット製造工場であった釜石工場（2009年閉鎖）の跡地に建設された仮設校舎にて授業を行った。
校舎の再建にあたっては、紀州造林跡地と鵜住居町中心部の間で検討が行われたが、最終的に鵜住居町中心部（第13地割）に建設されることが決定した。

## 学校周辺
- 釜石市立鵜住居小学校 - 当校と同一敷地内に所在。また、主な進学前小学校でもある。
- 釜石市立鵜住居幼稚園 - 当校と同一敷地内に所在。

他は、釜石市立鵜住居小学校#学校周辺を参照。

## 交通アクセス
- 三陸鉄道リアス線 鵜住居駅より徒歩
- JR釜石線・三陸鉄道リアス線　釜石駅より
  - 岩手県交通バス「赤浜」行または「浪板」行で、鵜住居駅下車。